# Bigger than Us (canción de Michael Rice)
«Bigger than Us» (en español: Más grande que nosotros) es una canción interpretada por el cantante británico Michael Rice. Esta canción representará al Reino Unido en el Festival de la Canción de Eurovisión 2019 en Tel Aviv.